# 唐人墓

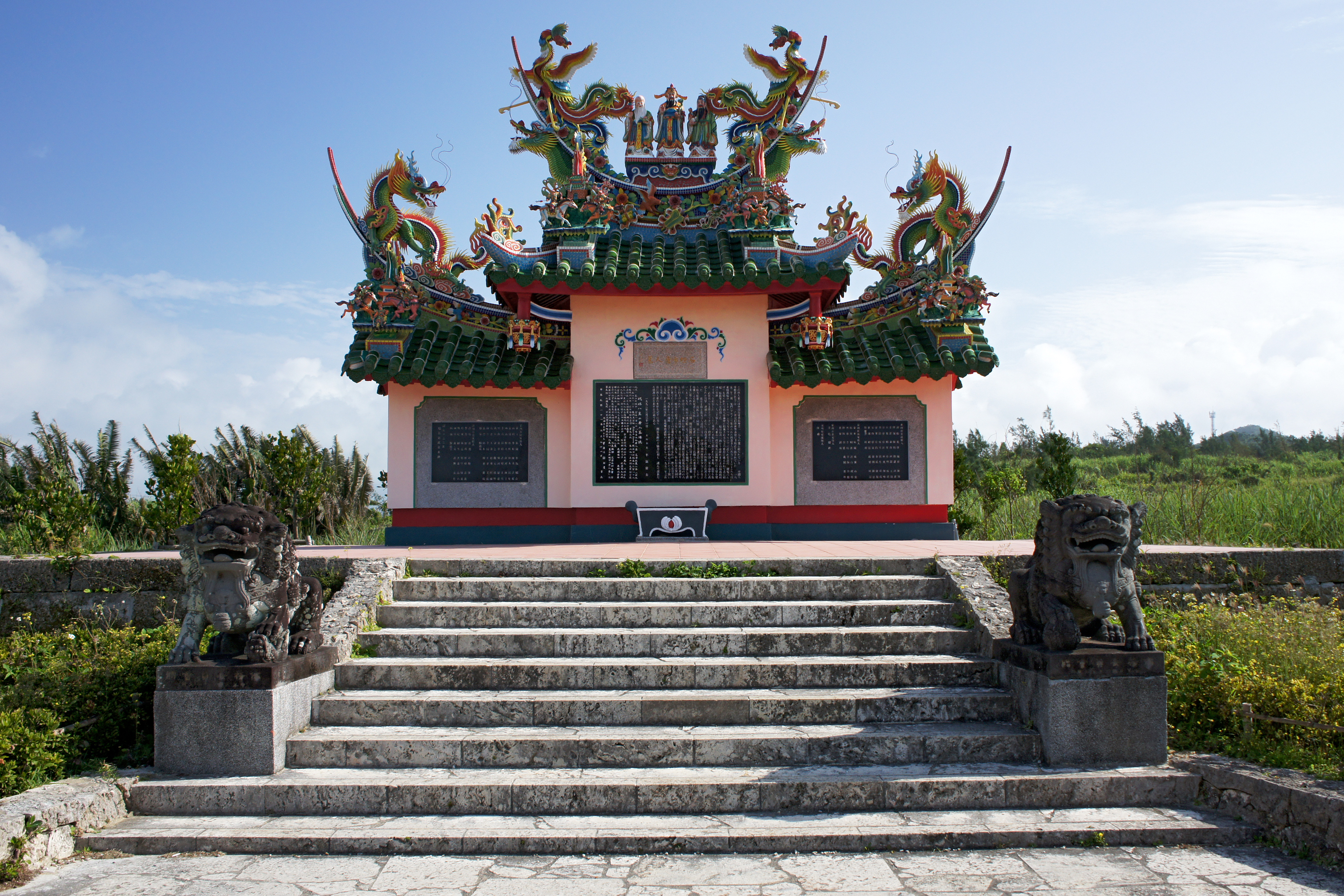
唐人墓

唐人墓（とうじんばか）は、沖縄県石垣市の観音崎にある墓地。咸豊2年（1852年）のロバート・バウン号事件で犠牲になった中国人苦力の慰霊のため、1971年（昭和46年）に建立された。

## 事件の概要
中国人らの死因となった事件は「ロバート・バウン号事件」、「石垣島唐人墓事件」等と呼ばれている。
咸豊2年（1852年）、中国アモイからカリフォルニア州へ航行中のアメリカの奴隷貿易船、ロバート・バウン号（the Robert Bowne）船内で、400人の中国人を裸にし、辮髪を切り落とし、CやPの焼き鏝を胸に押し当て、売り物にならない病気持ちは海に突き落として鮫に喰わせたところ、奴隷にされたことを知った中国人は暴動を起こした。
苦力は米国人船長と船員を殺して船を操縦したが、2月19日に石垣島の崎枝村沖合で座礁し、380人の中国人苦力が上陸した。事情を知らない八重山の役人たちは崎枝村の赤崎に収容所を設けた後、監視しやすい富崎に移して収容した。
その後、離礁したバウン号の報告を受けてイギリス船2隻が石垣島に来航し、3月16日に富崎の収容所を砲撃し、さらに武装した兵士200人以上が上陸して逃走した苦力を射殺・捕縛して、白人に抵抗した見せしめにその場で百人近くを吊るし、3月23日に出航した。
また、4月4日にはアメリカ船1隻が来航し、兵士100人以上が上陸・探索を行ない、4月12日に引上げた。捕縛を免れた中国人は琉球王国に保護されたが、収容所の衛生は悪く、翌年9月29日に中国に送還された生存者は172名で、この間に病死、自殺、あるいは行方不明になった者は128名に上った。
これを弔った三百唐人墓とよばれる古い石積みの墓が近年まで付近に点在しており、陶製の墓碑が八重山博物館に収蔵されている。

## 反論
一般的な事件の説明は以上のとおりであるが、これに対し八重山毎日新聞は、事件で英米兵士に直接殺害されたのは3人で、残りは疫病等によること、貿易船には奴隷だけではなく中国人出稼ぎ労働者も乗船していたこと等を指摘している。

## 所在地
- 沖縄県石垣市新川1625-9

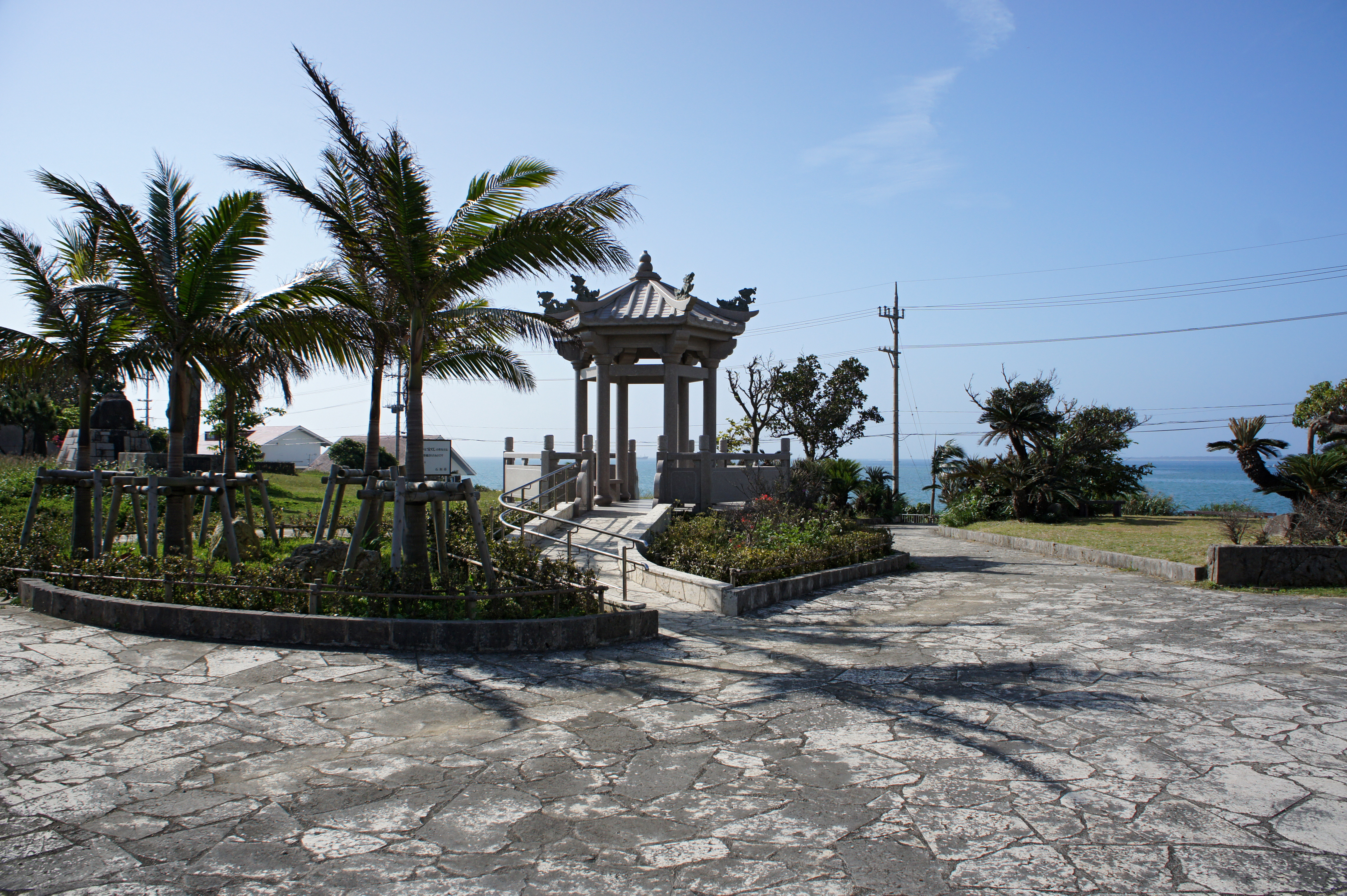
墓所内

なお、公園の敷地内に、沖縄戦で米軍捕虜が殺害された石垣島事件の慰霊碑も建立されている。

## 交通アクセス
- 石垣バスターミナルから東運輸バス・川平リゾート線で約20分、「唐人の墓」バス停下車すぐ

## 周辺
- フサキビーチ
- 宮良殿内